# Meerneunauge

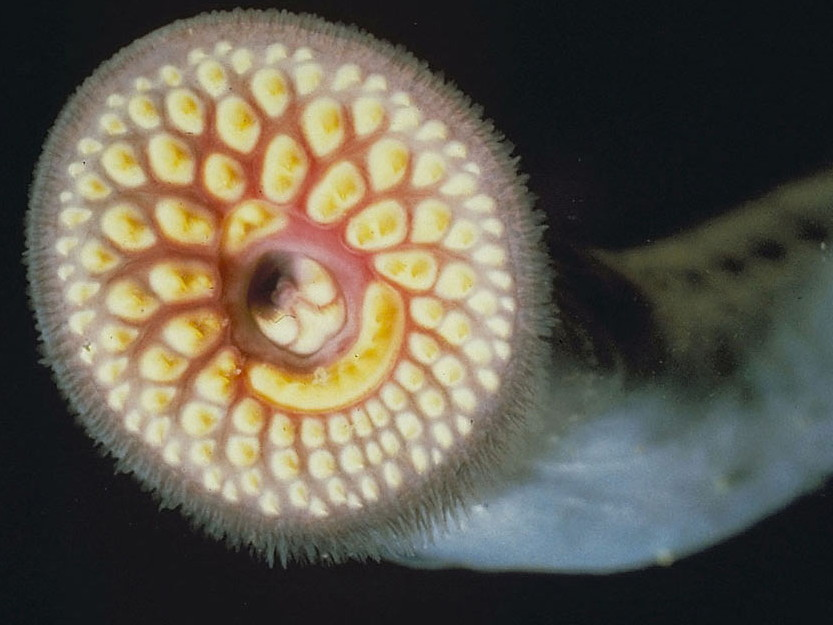
Maul des Meerneunauges

Das Meerneunauge (Petromyzon marinus) ist eine Art der Neunaugen (Petromyzontidae) und somit kein Fisch im engeren Sinn, sondern ein kieferloses Wirbeltier.

## Merkmale
Meerneunaugen haben eine aalähnliche Körperform ohne Brust- oder Bauchflossen und ein rundes Maul ohne Kiefer. Ausgewachsene geschlechtsreife Tiere erreichen gewöhnlich eine Körperlänge von 70 bis 90 Zentimetern, gelegentlich bis 120 Zentimeter. Je nach ihrer Herkunft unterscheiden sich Meerneunaugen in der Färbung. Die meisten zeigen eine hellgraue bis grünliche Grundfarbe und sind auf der Oberseite dunkel gefleckt oder marmoriert. Der Kopf hat einen Schädel und trägt über dem Saugmund ein Augenpaar, auf das nach hinten zu jederseits sieben rundliche Kiemenöffnungen folgen. Im Unterschied zu anderen Arten der Neunaugen ist die Mundscheibe breiter als der Körper. Der Rand der Saugöffnung wirkt ausgefranst und weist scharfe Hornzähne auf.

## Lebensweise
Das Meerneunauge ist ein in Küstennähe lebender anadromer Wanderer, der zur Fortpflanzung in die Flüsse aufsteigt. Sein europäisches Verbreitungsgebiet reicht von Skandinavien über die Nord- und Ostsee bis ins westliche Mittelmeer. Daneben kommt die Art an der Ostküste Nordamerikas vor und lebt außerdem – nach Öffnung des die Niagarafälle umgehenden Wellandkanals – mittlerweile auch in den Großen Seen Nordamerikas oberhalb des Ontariosees.

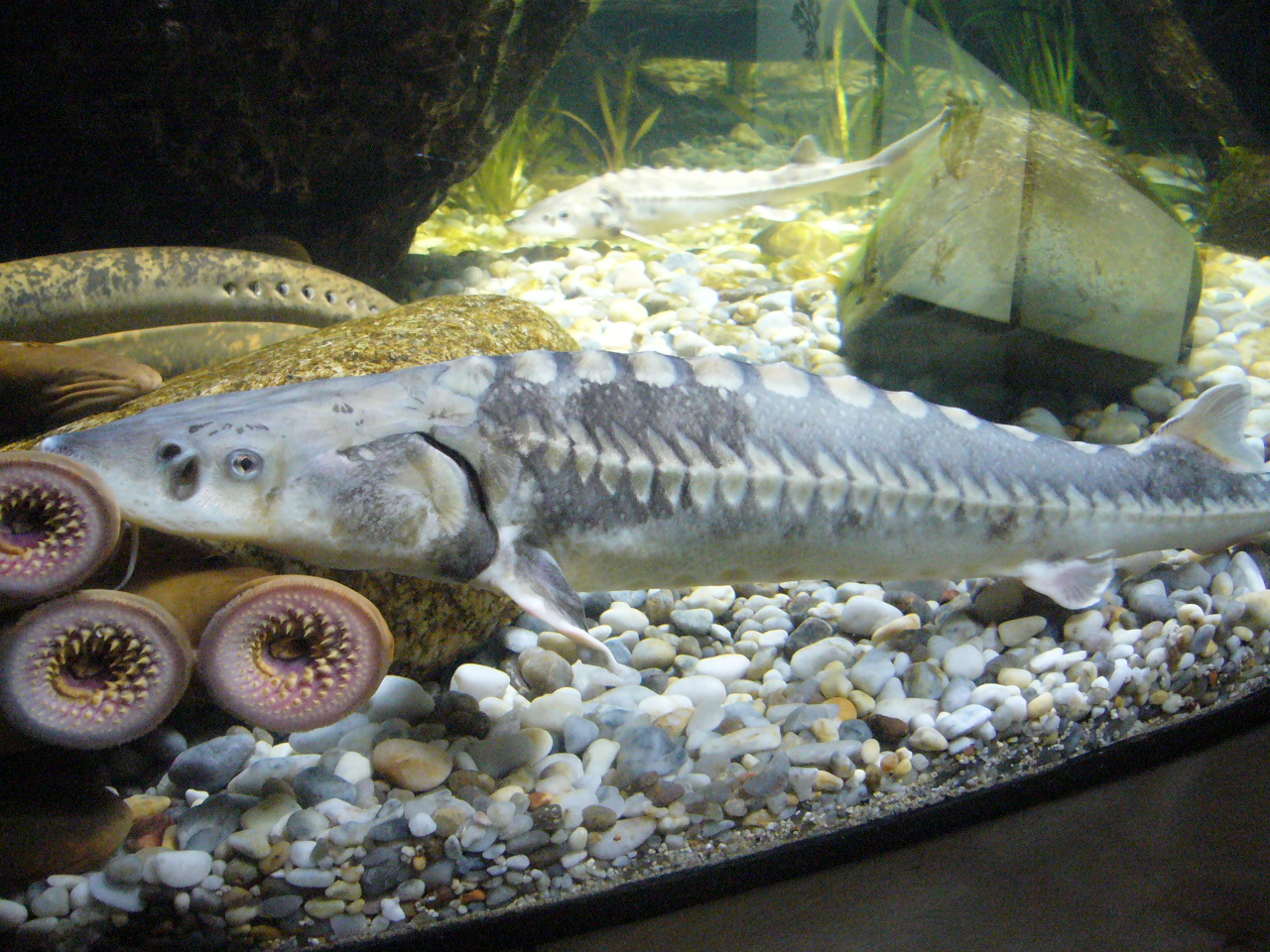
Junge Meerneunaugen im Aquarium Finisterrae in La Coruña (Spanien) gemeinsam mit einem jungen Adriatischen Stör.

Zum Laichen ziehen Meerneunaugen flussaufwärts, jedoch nicht so hoch wie das Flussneunauge. Sie laichen in kleinen Gruppen an kiesigen Stellen. Hier werden die Eier paarweise in dazu angelegten Nestgruben gelegt. Nachgewiesen werden konnte, dass sie bis zu 850 Kilometer zu ihren Laichgründen wandern: Unter anderem laichen sie im Rhein bei Basel. Nach der Fortpflanzung sterben die Elterntiere. Die nach einigen Wochen geschlüpften Larven, auch Querder genannt, bleiben etwa sechs bis acht Jahre im Sediment des Süßwassers. Erst nach ihrer Umwandlung zum adulten Tier wandern Meerneunaugen ins Meer ab. Dort erreichen sie ihre Geschlechtsreife nach weiteren drei bis vier Jahren. Im Meer ernähren sich die Neunaugen, indem sie sich mit ihrer Saugscheibe an Fische wie Kabeljau, Makrele, Lachs und Hering anheften, parasitierend deren Haut und Muskelgewebe abraspeln und Blut saugen. Wenn sie ins Süßwasser zurückkehren, wird der Darm zurückgebildet.

## Sonstiges
Das Meerneunauge ist unter den Neunaugen der Vertreter mit der größten Bedeutung als sogenannter Speisefisch.
In den Großen Seen Nordamerikas haben sich Meerneunaugen im 20. Jahrhundert invasiv ausgebreitet, das ökologische Gleichgewicht verschoben und werden – da sie dort die Bestände fischereiwirtschaftlich wichtiger Fischarten bedrohen – teilweise intensiv bekämpft, auch mit einem Anthelminthikum wie Niclosamid als Lampretizid.
Da die europäischen Lebensräume dieser Wanderfischart bedroht sind, ist sie von der EU in den Anhang der FFH-Richtlinie aufgenommen worden.
Im Genom von Meerneunaugen wurden verschiedene sogenannte DNA-Transposons nachgewiesen, die sehr ähnlich auch in zahlreichen nicht näher verwandten Arten von Knochenfischen gefunden wurden. Offenbar sind diese mobilen DNA-Sequenzen – Transposase codierende Tc1-Elemente – durch einen horizontalen Gentransfer zwischen verschiedenen Arten von Wirbeltieren ausgetauscht worden, wobei die Parasit-Wirt-Beziehung der Neunaugen wahrscheinlich eine tragende Rolle spielte.